# Johannes Jozef Hanrath
Johannes Jozef Hanrath (Johannesburg, 11 januari 1900 - Bilthoven, 24 augustus 1983) was een Nederlandse geograaf en hoogleraar.

## Levensloop
Johannes Jozef  Hanrath werd op 11 januari 1900 in Johannesburg (Transvaal) geboren. Van 1918-1925 studeerde hij Economie aan de Nederlandse Economische Hogeschool te Rotterdam. Vakken van het doctoraal examen waren: economie, bedrijfseconomie,  tropische economie en economische geografie. Gedurende zijn studietijd was hij assistent van de hoogleraren Jan Frederik Niermeijer, Willem Boerman en Zeger Willem Sneller. Na zijn doctoraal examen studeerde hij in Utrecht geografie bij de hoogleraren K. Oestreich en Louis van Vuuren zonder de bedoeling examen af te leggen.

### 1929-1963
In 1929 kwam hij in dienst bij het Centraal Bureau voor de Statistiek, waar hij spoedig Hoofd werd van de Afdeling Handels- en Verkeersstatistiek. Op 17 december 1931 promoveerde hij op een proefschrift getiteld ‘Statistieken van het goederenvervoer’.
Later was hij werkzaam als Administrateur-Raadsadviseur bij het Ministerie van Waterstaat en Verkeer, dat hij in 1950 als raadsadviseur in algemene dienst verliet. In 1947 was hij in Batavia gedetacheerd als Verkeerscoördinator voor Nederlands-Indië.
Naast zijn ambtelijke loopbaan was Hanrath ook in het academisch milieu actief. Van 1932 tot 1938 was hij privaatdocent in de economische beschrijving van het verkeerswezen aan de Nederlandse Economische Hogeschool, van 1938 tot 1942 als lector.  Zijn openbare les in 1938 ging over ‘De Nederlandsche beurtvaart’.
Van 1948 tot eind 1950 kreeg hij in zijn laatste ambtelijke betrekking verlof buiten bezwaar van ‘s-rijks schatkist, daar hij  gewoon hoogleraar werd in de economische geografie in Makassar Universitas Indonesia, waar hij tevens decaan van de Economische Faculteit werd. In 1948 sprak hij aldaar zijn inaugurele rede uit over ‘De plaats van de economische geografie in het concrete economische onderzoek en enkele harer methodische hulpmiddelen’. In 1949 hield hij er de diësrede over ‘Het physische element in de economisch-geografische studie, gezien uit een oogpunt van didactiek’.
In Nederland was Hanrath jarenlang nauw betrokken bij het Tijdschrift voor Economische (en Sociale) Geografie: van 1930 tot medio 1944 als secretaris van de redactie, vanaf 1946 tot 1969  als lid van de redactie en gedurende een periode van meer dan 46 jaar publiceerde hij regelmatig in het tijdschrift, naast recensies in totaal een twintigtal artikelen, vooral over verkeers- en vervoersproblemen.
Na eervol ontslag op eigen verzoek kwam hij terug naar Nederland en werd hij in 1951 in Utrecht aan de Faculteit der Rechtsgeleerdheid docent met de leeropdracht tropische economie. Vanaf 1954 was Hanrath tevens parttime docent economische geografie aan de Academie voor Voortgezet Economisch Onderwijs te Arnhem. Hanrath kreeg na zijn benoeming op de geografische leerstoel in Utrecht toestemming om college te mogen blijven geven aan genoemde Academie.
Met ingang van 1 oktober 1958 werd in Utrecht benoemd tot buitengewoon hoogleraar niet-westerse economie. De oratie die hij uitsprak was getiteld ‘Keuzebepaling’. Hanrath was ook verbonden aan de Faculteit der Sociale Wetenschappen.
In de functie van docent/buitengewoon hoogleraar nam Hanrath als consultant voor de Nederlandse overheid, andere overheden of particuliere bedrijven (zoals NEDECO) deel aan diverse missies, veelal in de hoedanigheid van verkeers- en vervoerseconoom. Zo vervulde hij opdrachten in Indonesië, Thailand, India, Pakistan, Syrië, Turkije, Marokko, Suriname, Mexico en Spanje. De missies resulteerden niet alleen in missierapporten of bijdragen daaraan, maar vaak ook in kortere of langere artikelen in het Tijdschrift voor Economische (en Sociale) Geografie (TESG) of andere tijdschriften.
In de jaren 1959-1963 redigeerde hij samen met W.E. Boerman en H.J. Keuning de zesdelige populair-wetenschappelijke serie ‘De Wereld waarin wij wonen en werken’. Hij schreef daarin de gedeelten over India, Pakistan, Afghanistan, Thailand, Burma, het Nabije Oosten (Syrië, Libanon, Jordanië, Irak, Arabië, Iran, Turkije en Israël), Mexico, de Caribische eilanden en de drie Guyana’s.
In 1961 verzorgde hij een Nederlandse uitgave van ‘Les marchés des matières premières’, van de Franse geograaf Jean Gottmann onder de titel ‘De dynamiek der grondstofmarkten’.  Hij nam deel aan  congressen van de International Geographical Union (o.a. in Amsterdam in 1938, in Lissabon in 1949 en in Rio de Janeiro in 1956).

### 1964-1983
In 1964 besloot de hoogleraar sociale geografie A.C. de Vooys dat er in Utrecht voor dit vakgebied twee extra leerstoelen dienden te komen, waaronder een voor de sociale geografie van de niet-westerse landen. Op 7 juli 1964 ging een schrijven uit van de Faculteit der Sociale Wetenschappen aan het College van Curatoren om Hanrath te benoemen tot gewoon hoogleraar op deze leerstoel. In het schrijven werd vermeld dat hij de enige geschikte kandidaat was voor deze functie en dat het derhalve ging om een enkelvoudige voordracht. De Vooys was zich uiteraard bewust van het feit dat Hanrath niet langer dan tot zijn 70e jaar hoogleraar kon blijven, maar hoopte – zo staat ook in het benoemingsvoorstel vermeld – dat er in die periode, mede door de nieuwe situatie, verschillende potentiële kandidaten zich zodanig zouden kwalificeren dat in 1970 zonder problemen in de opvolging zou kunnen worden voorzien.
De benoeming van Hanrath vond plaats bij Koninklijk Besluit van 24 maart 1965. Deze had toen reeds de 65-jarige leeftijd bereikt. Op 7 april nam hij zijn intrek in het Geografisch Instituut aan de Drift. Per diezelfde datum eindigde zijn dienstverband als buitengewoon hoogleraar niet-westerse economie. Op 25 oktober 1965 sprak hij zijn oratie uit getiteld ‘Sociale geografie niet louter studievak’.
Met de benoeming van Hanrath tot hoogleraar sociale geografie der niet-westerse landen was een wederzijds belang gediend. De opleiding geografie werd versterkt met een hoogleraar, die als onderzoeker, consultant en publicist zijn sporen ruimschoots had verdiend, affiniteit had met de sociale geografie en bekendstond als een beminnelijk mens en zeer werd gewaardeerd docent. Hanrath zelf ging een leerstoel bezetten in een vakgebied dat hem bepaald niet onbekend was en kon zijn functie van buitengewoon hoogleraar verruilen voor die van gewoon hoogleraar, niet onaantrekkelijk, ook omdat een in 1963 gedaan voorstel van de Faculteit der Sociale Wetenschappen om zijn extra-ordinariaat niet-westerse economie om te zetten in een ordinariaat van ministeriewege was afgewezen.
Zijn hoofdtaak was echter het profileren van de doctoraal specialisatie niet-westerse geografie (samen met Jan Hinderink, zijn medewerker en latere opvolger) en het verzorgen van het onderwijs over de niet-westerse landen, ook voor prekandidaten.
Hanrath is in de korte periode dat hij hoogleraar sociale geografie was er niet toe gekomen nog te publiceren en heeft in die tijd geen promovendi afgeleverd (maar was wel twee maal promotor als hoogleraar niet-westerse economie).
In zijn inaugurele rede ‘Sociale Geografie niet louter studievak’ stelde hij dat de eenheid van de zgn. niet-westerse landen ligt in het feit dat alle meer of minder onderontwikkelde landen zijn, zonder overigens uitgebreid in te gaan op de specifieke kenmerken van onderontwikkeling. Zijn rede gaat vooral over de nuttige rol die geografen in niet-westerse landen kunnen vervullen, hetgeen hij illustreert met voorbeelden uit zijn ervaringen als consultant.
Hanrath bleef niet tot hij de 70-jarige leeftijd had bereikt. Al begin 1968 liet hij het College van Curatoren weten dat hij gaarne per 1 september 1968 uit zijn functie van hoogleraar ontslagen wilde worden  wegens het overschreden hebben van de 65-jarige leeftijd  en uit gezondheidsoverwegingen. Mogelijk speelde teleurstelling ook een rol, want in zijn afscheidswoord vermeldt hij terloops dat de in zijn loopbaan derde confrontatie, d.i. die met de universiteit (na de studieperiode en die van het CBS), voor hem niet in allen dele bevredigend was geweest.  Op 30 september hield hij zijn afscheidscollege, niet in de aula maar op meer informele wijze in het Geografisch Instituut.
In zijn afscheidswoorden ‘’Een halve eeuw confrontatie met de geografie’ blikte hij terug op zijn loopbaan, maar sprak hij ook zijn bezorgdheid uit over enkele recente ontwikkelingstendensen in de geografie – de mathematisering en de vlucht in de thematiek, met als gevolg dat het essentiële van het unieke niet meer voldoende wordt onderkend en de betekenis van de geografie als synthetiserende benaderingswijze van concrete problemen wordt onderschat.  Hij voegde eraan toe: ‘Mogelijk kan de sociale geografie der niet-westerse gebieden het bolwerk zijn, van waaruit de tegenaanval kan worden ondernomen, omdat  juist bij haar de milieuband sterker, de mogelijkheid tot mathematisering geringer is; omdat de onzin van de mathematisering duidelijker is naarmate meer concrete doelen moeten worden nagestreefd, terwijl tenslotte in deze tak van de sociale geografie regio en thema elkaar nagenoeg dekken’. Een andere bezorgdheid betrof de neiging om van meet-af  te veel te lonken naar de banen die men ermee kan veroveren – ‘de pangkat, de mankanen, het salaris, de hap-hap’ mocht volgens hem niet de doelstelling zijn. ‘Als ik destijds naar de baantjes-kant had gekeken was ik wel dwaas geweest als econoom de geografie tot hoofdvak te kiezen’.
Hanrath was na zijn emeritaat niet meer actief als geograaf of econoom en had niet meer veel contact colleges, staf en studenten. Hij wijdde zich onder meer aan enkele publicaties over de vrijmetselarij. Hij overleed op 24 augustus 1983 te Bilthoven. Al in september 1976 had hij de universiteit laten weten geen prijs te stellen op een – toen nog gebruikelijke – academische rouwzitting waarin zijn verdiensten voor de universiteit belicht zouden worden. Die vond dientengevolge niet plaats.

## Publicaties, een selectie
- Statistieken van het goederenvervoer. Groningen (etc.): Wolters. XII, 214 pp. Proefschrift, 1931
- De Beteekenis van het seizoenvervoer in de binnenvaart, waaronder begrepen campagnevervoer. Amsterdam. 94 pp. Overdruk uit: Prae-adviezen van het elfde binnenscheepvaart-congres te houden op 10 en 11 Juni 1936 te ’s-Gravenhage.
- De Nederlandsche beurtvaart. ’s-Gravenhage. 37 pp. Openbare les Rotterdam. Overdruk uit Tijdschrift voor Economische Geographie, Jrg. 29, afl. 11, 1938
- De plaats van de economische geografie in het concrete economische onderzoek en enkele harer methodische hulpmiddelen. Groningen; Batavia: J.B. Wolters’ Uitgeversmaatschappij. 19 pp. Inaugurele rede Makassar, 1948
- Het physische element in de economisch-geografische studie, gezien uit een oogpunt van didactiek. (S.l.: S.n). Rotterdam: Waesberge. 20 pp. Diesrede Makassar, 1949
- Proposals for the development of Surinam’s future transport. 2 dln.  Titel van deel 2: Voorstellen voor de toekomstige verkeersontwikkeling van Suriname. Paramaribo: Surinam Planbureau, 1951/52
- Het binnenlands verkeer in Suriname en de betekenis ervan voor de externe verkeerspositie van het land. Tijdschrift voor economische en sociale geografie; orgaan der Nederlandsche Vereeniging voor Economische Geographie, 43 (1952), nr. 6-7, pp. 158–166 (-1952 Het verkeer in Suriname TESG)
- Transport coordination in East Pakistan and the deficits of the East Bengal railway. S.l.s.n. (1956)
- 37 ports; economic report; a study of the Hinterlands of Turkish ports. In cooperation with Zeyyat Hatibogiu. Amsterdam 2 dln. 1958
- De wereld waarin wij wonen en werken. Onder redactie van W.E. Boerman, Joh.J. Hanrath (en) H.J.Keuning. Zeist: De Haan etc. Antwerpen (etc.): Standaard boekhandel. 6 dln. 1959-1963. Hij schreef daarin de gedeelten over India, Pakistan, Afghanistan, Thailand, Burma, het Nabije Oosten (Syrië, Libanon, Jordanië, Irak, Arabië, Iran, Turkije en Israël), Mexico, de Caribische eilanden en de drie Guyana’s.
- Keuzebepaling. (S.l: S.n.). Druk: Delft H.A. van den Akker – Drukkerij Mercurius. 24 pp. Inaugurele rede Utrecht, 1960
- De dynamiek der grondstofmarkten (Jean Gottmann; Ned. Bew. Joh.J. Hanrath). Amsterdam; Antwerpen: Wereld-Bibliotheek. 376 pp. 1961. (Vert. van Les marchés des matières premières).
- Sociale geografie niet louter studievak. Rede uitgesproken bij de aanvaarding van het ambt van gewoon hoogleraar in de Sociale Geografie der niet-westerse landen aan de Rijksuniversiteit te Utrecht op 25 oktober 1965. Assen: van Gorcum & Comp. 1965. 25 pp.
- Een halve eeuw confrontatie met de geografie. Een verkorte versie daarvan werd opgenomen in het Geografencontact, 3e jaargang, nr 4., oktober 1968, pp. 8–12.